# Países Bajos en la Copa Mundial de Fútbol de 1978
La selección de los Países Bajos fue uno de los 16 equipos participantes en la Copa Mundial de Fútbol de 1978. torneo que se llevó a cabo del 1 al 25 de junio en Argentina.
Fue la cuarta participación de los Países Bajos, que formó parte del Grupo 4, junto a Escocia, Irán y Perú.

## Clasificación

### Tabla de posiciones
| Equipo            | Pts | PJ | PG | PE | PP | GF | GC | Dif |
| ----------------- | --- | -- | -- | -- | -- | -- | -- | --- |
| Países Bajos      | 11  | 6  | 5  | 1  | 0  | 11 | 3  | 8   |
| Bélgica           | 6   | 6  | 3  | 0  | 3  | 7  | 6  | 1   |
| Irlanda del Norte | 5   | 6  | 2  | 1  | 3  | 7  | 6  | 1   |
| Islandia          | 2   | 6  | 1  | 0  | 5  | 2  | 12 | -10 |

### Partidos
| Fecha                   | Lugar     | Partido           | Partido | Partido | Partido | Partido           |
| ----------------------- | --------- | ----------------- | ------- | ------- | ------- | ----------------- |
| 8 de septiembre de 1976 | Reikiavik | Islandia          |         | 0:1     |         | Países Bajos      |
| 13 de octubre de 1976   | Róterdam  | Países Bajos      |         | 2:2     |         | Irlanda del Norte |
| 26 de marzo de 1977     | Amberes   | Bélgica           |         | 0:2     |         | Países Bajos      |
| 31 de mayo de 1977      | Nimega    | Países Bajos      |         | 4:1     |         | Islandia          |
| 12 de octubre de 1977   | Belfast   | Irlanda del Norte |         | 0:1     |         | Países Bajos      |
| 26 de octubre de 1977   | Ámsterdam | Países Bajos      |         | 1:0     |         | Bélgica           |

## Jugadores
| #  | Nombre               | Posición      | Edad | Club             |
| -- | -------------------- | ------------- | ---- | ---------------- |
| 1  | Piet Schrijvers      | Portero       | 31   | Ajax             |
| 2  | Jan Poortvliet       | Defensor      | 22   | PSV Eindhoven    |
| 3  | Dirk Schoenaker      | Mediocampista | 25   | Ajax             |
| 4  | Adri van Kraay       | Defensor      | 24   | PSV Eindhoven    |
| 5  | Ruud Krol            | Defensor      | 29   | Ajax             |
| 6  | Wim Jansen           | Mediocampista | 31   | Feyenoord        |
| 7  | Pieter Wildschut     | Defensor      | 20   | Twente           |
| 8  | Jan Jongbloed        | Portero       | 37   | Roda JC          |
| 9  | Arie Haan            | Mediocampista | 29   | Anderlecht       |
| 10 | René van de Kerkhof  | Delantero     | 26   | PSV Eindhoven    |
| 11 | Willy van de Kerkhof | Mediocampista | 26   | PSV Eindhoven    |
| 12 | Rob Rensenbrink      | Delantero     | 30   | Anderlecht       |
| 13 | Johan Neeskens       | Mediocampista | 26   | Barcelona        |
| 14 | Johan Boskamp        | Mediocampista | 29   | Molenbeek        |
| 15 | Hugo Hovenkamp       | Defensor      | 27   | AZ Alkmaar       |
| 16 | Johnny Rep           | Delantero     | 26   | Bastia           |
| 17 | Wim Rijsbergen       | Defensor      | 26   | Feyenoord        |
| 18 | Dick Nanninga        | Mediocampista | 29   | Roda JC          |
| 19 | Pim Doesburg         | Portero       | 34   | Sparta Rotterdam |
| 20 | Wim Suurbier         | Defensor      | 33   | Schalke 04       |
| 21 | Harry Lubse          | Delantero     | 26   | PSV Eindhoven    |
| 22 | Ernie Brandts        | Defensor      | 22   | PSV Eindhoven    |
| DT | Ernst Happel         |               |      |                  |

## Participación

### Primera ronda

#### Grupo 4
| Equipo       | Pts | PJ | PG | PE | PP | GF | GC | Dif |
| ------------ | --- | -- | -- | -- | -- | -- | -- | --- |
| Perú         | 5   | 3  | 2  | 1  | 0  | 7  | 2  | 5   |
| Países Bajos | 3   | 3  | 1  | 1  | 1  | 5  | 3  | 2   |
| Escocia      | 3   | 3  | 1  | 1  | 1  | 5  | 6  | -1  |
| Irán         | 1   | 3  | 0  | 1  | 2  | 2  | 8  | -2  |

| 3 de junio de 1978 | Países Bajos                            | 3:0 (1:0) | Irán | Est. Malvinas Argentinas, Mendoza                                               |                                                                                 |
|                    | Rensenbrink 40' (pen.), 62', 79' (pen.) | Reporte   |      | Asistencia: 33.431 espectadores Árbitro(s): Alfonso González Archundia (México) | Asistencia: 33.431 espectadores Árbitro(s): Alfonso González Archundia (México) |

| 7 de junio de 1978 | Países Bajos | 0:0     | Perú | Est. Malvinas Argentinas, Mendoza                                            |                                                                              |
|                    |              | Reporte |      | Asistencia: 28.125 espectadores Árbitro(s): Adolf Prokop (Alemania Oriental) | Asistencia: 28.125 espectadores Árbitro(s): Adolf Prokop (Alemania Oriental) |

| 11 de junio de 1978 | Escocia                                | 3:2 (1:1) | Países Bajos                     | Est. Malvinas Argentinas, Mendoza                                    |                                                                      |
|                     | Dalglish 44' · Gemmill 47' (pen.), 68' | Reporte   | Rensenbrink 34' (pen.) · Rep 71' | Asistencia: 35.130 espectadores Árbitro(s): Erich Linemayr (Austria) | Asistencia: 35.130 espectadores Árbitro(s): Erich Linemayr (Austria) |

### Segunda ronda

#### Grupo A
| Equipo           | Pts | PJ | PG | PE | PP | GF | GC |
| ---------------- | --- | -- | -- | -- | -- | -- | -- |
| Países Bajos     | 5   | 3  | 2  | 1  | 0  | 9  | 4  |
| Italia           | 3   | 3  | 1  | 1  | 1  | 2  | 2  |
| Alemania Federal | 2   | 3  | 0  | 2  | 1  | 4  | 5  |
| Austria          | 2   | 3  | 1  | 0  | 2  | 4  | 8  |

| 14 de junio de 1978 | Países Bajos                                                           | 5:1 (3:0) | Austria       | Est. Olímpico de Córdoba, Córdoba                                 |                                                                   |
|                     | Brandts 6' · Rensenbrink 35' (pen.) · Rep 36' 53' · van de Kerkhof 82' | Reporte   | Obermayer 79' | Asistencia: 25.050 espectadores Árbitro(s): John Gordon (Escocia) | Asistencia: 25.050 espectadores Árbitro(s): John Gordon (Escocia) |

| 18 de junio de 1978 | Alemania Federal          | 2:2 (1:1) | Países Bajos                  | Est. Olímpico de Córdoba, Córdoba                                   |                                                                     |
|                     | Abramczik 3' · Müller 70' | Reporte   | Haan 27' · van de Kerkhof 84' | Asistencia: 40.750 espectadores Árbitro(s): Ramón Barreto (Uruguay) | Asistencia: 40.750 espectadores Árbitro(s): Ramón Barreto (Uruguay) |

| 21 de junio de 1978 | Países Bajos           | 2:1 (0:1) | Italia             | Est. Monumental, Buenos Aires                                              |                                                                            |
|                     | Brandts 50' · Haan 75' | Reporte   | Brandts 18' (a.g.) | Asistencia: 67.433 espectadores Árbitro(s): Ángel Franco Martínez (España) | Asistencia: 67.433 espectadores Árbitro(s): Ángel Franco Martínez (España) |

### Final
| 5     | POR   | Ubaldo Fillol      |     |
| 15    | DEF   | Jorge Olguín       |     |
| 7     | DEF   | Luis Galván        |     |
| 19    | DEF   | Daniel Passarella  |     |
| 20    | DEF   | Alberto Tarantini  |     |
| 2     | MED   | Osvaldo Ardiles    | 67' |
| 6     | MED   | Américo Gallego    |     |
| 10    | MED   | Mario Kempes       |     |
| 4     | DEL   | Daniel Bertoni     |     |
| 14    | DEL   | Leopoldo Luque     |     |
| 16    | DEL   | Alberto Ortiz      | 75' |
| D. T. | D. T. | César Luis Menotti |     |

| 8     | POR   | Jan Jongbloed        |     |
| 2     | DEF   | Jan Poortvliet       |     |
| 5     | DEF   | Ruud Krol            |     |
| 22    | DEF   | Ernie Brandts        |     |
| 6     | DEF   | Wim Jansen           | 72' |
| 13    | MED   | Johan Neeskens       |     |
| 9     | MED   | Arie Haan            |     |
| 11    | MED   | Willy van de Kerkhof |     |
| 10    | MED   | René van de Kerkhof  |     |
| 16    | DEL   | Johnny Rep           | 59' |
| 12    | DEL   | Rob Rensenbrink      |     |
| D. T. | D. T. | Ernst Happel         |     |

| 12 | MED | Omar Larrosa  | 67' |
| 9  | DEL | René Houseman | 75' |

| 18 | DEL | Dick Nanninga | 59' |
| 20 | DEF | Wim Suurbier  | 72' |

|  | 38'  | Mario Kempes   |
|  | 105' | Mario Kempes   |
|  | 115' | Daniel Bertoni |

|  | 82' | Dick Nanninga |

| Amonestado | 40' | Osvaldo Ardiles |

| Amonestado | 15' | Ruud Krol      |
| Amonestado | 94' | Wim Suurbier   |
| Amonestado | 96' | Jan Poortvliet |

| Árbitro             | Sergio Gonella |
| Árbitros asistentes | Ramón Barreto  |
| Árbitros asistentes | Erich Linemayr |